# Новые Мамеи (выселок)
 Но́вые Маме́и  — выселок в Канашском районе Чувашской Республики. Входит в состав Чагасьского сельского поселения.

## География
Находится в центральной части Чувашии, на расстоянии приблизительно 10 км по прямой на юго-запад от районного центра города Канаш.

## История
Основана в XIX веке переселенцами из деревни Новые Мамеи. В 1906 году здесь было 16 дворов и 76 жителей, в 1926 — 25 дворов, 127 жителей, в 1939—175 жителей, в 1979—250. В 2002 году было 64 двора, в 2010 — 62 домохозяйства. В 1931 году был образован колхоз «Красная Армия», в 2010 году действовало ООО «Канаш».

## Население
Постоянное население составляло 179 человек (чуваши 98 %) в 2002 году, 188 в 2010.